# Mike Tiernan
Michael Joseph Tiernan (21 de janeiro de 1867 – 7 de novembro de 1918), apelidado de Silent Mike, foi um jogador de beisebol que atuou como campista direito na Major League Baseball exclusivamente pelo New York Giants de 1887 até 1899. Nascido em  Trenton, Nova Jérsei, estreou em 30 de abril de 1887. Seu jogo final aconteceu em 31 de julho de  1899. Tiernan liderou a National League em home runs em 1890 e 1891 e teve aproveitamento ao bastão na carreira de 31,1%. É o líder geral da franquia em rebatidas triplas e roubo de bases. Um dos grandes rebatedores de home runs do século 19, rebateu 106 empatando com Dan Brouthers em quarto entre os melhores rebatedores do século 19.